# Cromosoma B
Els cromosomes B o supernumeraris són aquells cromosomes que posseeixen algunes espècies animals i vegetals, a part del seu cariotip normal. Per definició, aquests cromosomes no són essencials per a la vida de les espècies, i molts dels individus d'aquestes espècies (la majoria) no en tenen. De manera que una població pot tenir individus amb 0, 1, 2, 3, (etc.) cromosomes supernumeraris.
La majoria dels cromosomes B són principalment o totalment heterocromàtics, i poden ser en la seva major part no codificants. Però alguns, com els cromosomes B del blat de moro, contenen importants regions eucromàtiques. En línies generals, sembla inversemblant que els cromosomes supernumeraris puguin persistir en una espècie a menys que aportin algun avantatge adaptativa, i aquest avantatge s'ha provat tan sols en uns pocs casos. Per exemple, la llagosta britànica, Myrmeleotettix maculatus, té dos tipus estructurals de cromosomes B: metacèntrics i submetacèntrics. Els supernumeraris, que posseeixen ADN satèl·lit, apareixen en ambients calorosos i secs, mentre que en llocs humits i més aviat freds són escassos o simplement estan absents.
En plantes, hi ha una tendència a que els cromosomes B apareguin en cèl·lules de la línia germinal, però es perden en cèl·lules d'altres teixits, com les fulles o arrels. Existeixen proves dels efectes deleteres de cromosomes supernumeraris a la fertilitat del pol·len, i d'efectes favorables en algunes espècies de determinats hàbitats.
L'origen evolutiu dels cromosomes B no és clar, però es pensa que presumiblement han derivat de segments heterocromàtics de cromosomes normals en un passat remot. En general, " es poden veure els supernumeraris com un tipus especial de polimorfisme genètic, que degut a múltiples mecanismes d'acumulació, no obeeixen les lleis d'herència Mendeliana."
Els cromosomes B poden tenir un paper positiu en els cromosomes A en algunes circumstàncies, ja que suprimeixen l'emparellament homòleg durant la recombinació, que redueix les possibilitats d'emparellament múltiple entre cromosomes de poliploides. A més d'això, els cromosomes B tenen també aquests efectes sobre els cromosomes A:
- Augmenten la distribució asimètrica dels quiasma.
- Augmenten el sobrecruzamiento i les freqüències recombinatorias, és a dir, incrementen la variació.
- Provoquen un augment de cromosomes sense parella, el que conclou en infertilitat.

Tenen tendència a acumular-se en cèl·lules meiòtica, per la qual cosa es produeix un increment progressiu en nombre de cromosomes B a mesura que passen generacions. Tanmateix, aquest efecte és contrarestat per selecció, ja que produeix infertilitat.